# Asociația Interlan
Asociația Interlan este o asociație non-profit care sprijină și reprezintă interesele furnizorilor de servicii de telecomunicații din România, având 44 de companii membre. Asociația Interlan deține și cel mai mare nod neutru de schimb de trafic de date și internet din România din punct de vedere al volumului de trafic tranzitat și al numărului de operatori conectați, InterLAN Internet Exchange.

## Istoric
La sfârșitul anului 2004, reprezentanții câtorva rețele de cartier din București s-au întâlnit pentru a pune bazele unei organizații care să le apere interesele. Aceștia au decis să strângă fonduri pentru închirierea unui sediu și pentru demararea procedurilor de înființare a unei asociații non-profit. În același timp ei și-au interconectat rețelele formând un nod de schimb de trafic denumit "Interconnected Local Area Networks".
În luna septembrie 2005, Asociația Interlan a căpătat personalitate juridică, având 6 membri fondatori. În anul următor mai mulți membri s-au alăturat Asociației , în timp ce cinci din cei șase fondatori și-au vândut afacerea companiei RCS-RDS, astfel că dintre membrii fondatori doar Gemenii Network mai este membru în prezent.
În anul 2008, Asociația Interlan a devenit membră a Asociației Europene a Internet Exchange-urilor, Euro-IX și a început să participe cu delegați la forumurile bianuale Euro-IX organizate în diverse orașe din Europa, apoi și la reuniuniunile organizației RIPE NCC. Tot în același an, Asociația a demarat un proiect în sprijinul membrilor săi contractând segmente de tubetă în proiectul pilot al rețelei subterane Netcity din București, și echipându-le cu cabluri de fibră optică de mare capacitate (48-96 fire) pe care le-a oferit membrilor spre închiriere pe baza unor principii de împărțire a costurilor. Începând cu anul 2009 Asociația Interlan a desemnat reprezentanți la ședințele Consiliul Consultativ al ANCOM (Autoritatea Națională pentru Administrare și Reglementare în Comunicații).
În anul 2010 Asociația Interlan a înființat compania Interlan Internet Exchange care a preluat administrarea și comercializarea serviciilor. Principalul obiectiv al companiei a fost dezvoltarea platformei InterLAN Internet Exchange, astfel că au fost modernizate echipamentele din nodurile principale găzduite de centrele de colocare NXDATA-1 și NXDATA-2, au fost deschide noduri regionale la Constanța, Timișoara și Craiova și un nod în Frankfurt, Germania. În paralel, compania a investit și în rețeaua de fibră optică instalată în canalizația Netcity din București, ajungând la o lungime de aproximativ 40 km de rețea subterană.
După anul 2012 conducerea Asociației s-a orientat spre dezvoltarea relațiilor internaționale. După o participare consecventă la reuniunile internaționale de profil, Asociația Interlan a găzduit în toamna anului 2014 cel de-al 25-lea Forum al organizației Euro-IX, acesta fiind urmat imediat de prima conferință a operatorilor de rețele din România - RONOG (ROmanian Network Operators Group), eveniment organizat în colaborare cu organizațiile partenere ISOC (Internet Society) și RIPE NCC. La începutul anului 2015, Asociația Interlan a devenit membru cu drepturi depline al organizației RIPE NCC și administrator local în România de resurse de numerotație internet LIR (Local Internet Registry). În toamna anului 2015, Asociația Interlan a găzduit a doua ediție a evenimentului RONOG, apoi reuniunea RIPE 71 Meeting la care au participat peste 500 de invitați din întreaga lume.
În anul 2016 InterLAN Internet Exchange a inaugurat platforma TVX (TV Exchange) prin care televiziunile pot trimite fluxuri video către companiile distribuitoare de servicii de televiziune prin cablu. În luna octombrie Asociația Interlan a găzduit a treia ediție a RONOG, organizată în colaborare cu ISOC (Internet Society), care a avut o secțiune specială în cadrul evenimentului, denumită "ION Meeting". Platforma de Internet Exchange are la sfârșitul anului 2016 peste 60 de operatori conectați și atinge zilnic vârfuri de trafic de peste 70 Gbps.
Asociația Interlan are în prezent un număr de 44 de companii membre.

## Scopuri și obiective

### Scopuri
- dezvoltarea economico-socială a României prin informatizarea societății românești
- protejarea și promovarea intereselor membrilor
- dezvoltarea de servicii destinate membrilor
- promovarea standardelor de calitate în domeniul telecomunicațiilor
- promovarea internetului în România și promovarea imaginii României pe Internet

### Obiective
- implicarea în definirea și implementarea strategiei informatizării românești
- sprijinirea liberei circulații a ideilor și a informației
- protejarea prin toate mijloacele legale a dreptului membrilor de acces la informație
- facilitarea, protejarea și promovarea în interesul membrilor săi a reglementărilor din domeniul internetului

## Membri
Membrii Asociației pot fi:
- Membri cu drepturi depline: persoane juridice din România având ca obiect de activitate principal și fiind autorizate să desfășoare activități din domeniul telecomunicațiilor
- Membri de onoare: personalități marcante ale vieții științifice, tehnice, culturale și alte domenii de activitate care susțin activitatea Asociației

În prezent, unicul membru de onoare al Asociației Interlan este Varujan Pambuccian, matematician și informatician român de origine armeană, doctor în matematică al Facultății de Matematică și Informatică a Universității București.
Asociația Interlan are în prezent 44 de membri cu drepturi depline, furnizori de servicii de telecomunicații și rețele România.

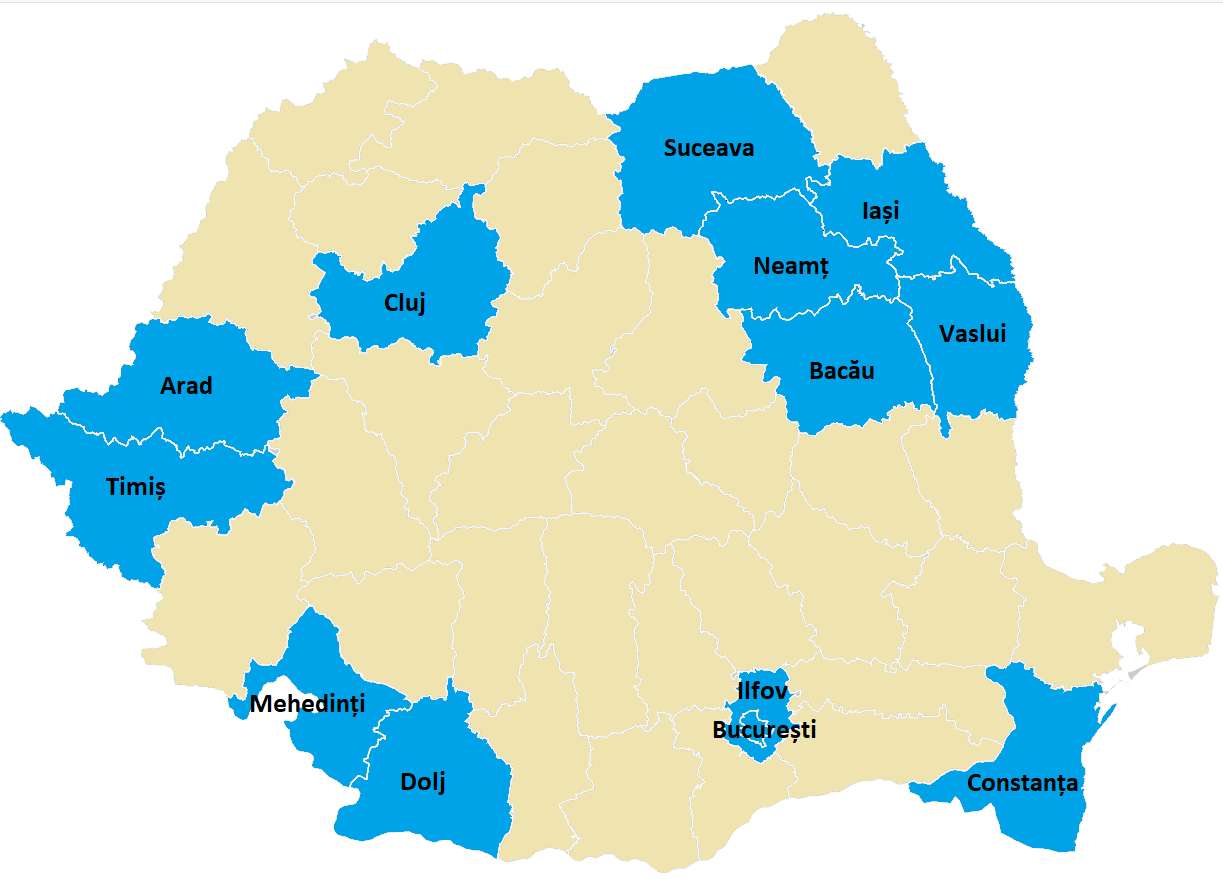
Harta membrilor asociației Interlan

Repartizarea geografică a membrilor este următoarea:
- 18 membri în municipiul București: 3 membri în Sectorul 1, 4 membri în Sectorul 2, 3 membri în Sectorul 3, 3 membri în Sectorul 4, 2 membri în Sectorul 5 și 3 membri în Sectorul 6
- 1 membru in jud. Arad, localitatea Curtici
- 1 membru in jud. Bacău, localitatea Buhuși
- 2 membri în jud. Cluj, municipiul Cluj-Napoca
- 2 membri în jud. Constanța, municipiul Constanța
- 2 membri în jud. Dolj, municipiul Craiova și localitatea Filiași
- 1 membru în jud. Iași, municipiul Iași
- 1 membru în jud. Ilfov, localitatea Popești Leordeni
- 1 membru in jud. Mehedinți, municipiul Drobeta-Turnu Severin
- 1 membru în jud. Neamț, municipiul Piatra-Neamț
- 2 membri în jud. Suceava, municipiul Suceava
- 1 membru în jud. Teleorman, municipiul Alexandria
- 2 membri în jud. Timiș, municipiul Timișoara
- 1 membru în jud. Vaslui, municipiul Vaslui

| Nr. crt. | Denumire                         | AS #   | Localitate            | Județ / Sector |
| -------- | -------------------------------- | ------ | --------------------- | -------------- |
| 1.       | Allnet Telecom                   | 20722  | București             | Sector 1       |
| 2.       | Almsoft Computers                | 31554  | București             | Sector 2       |
| 3.       | Ambra                            | 34630  | Piatra Neamț          | Neamț          |
| 4.       | Canal S                          | 31605  | Constanța             | Constanța      |
| 5.       | CNetwork                         | 48453  | Curtici               | Arad           |
| 6.       | Cobra Net                        | 41028  | Timișoara             | Timiș          |
| 7.       | Computer Wired                   | 35348  | Timișoara             | Timiș          |
| 8.       | Comunicații Starnet Media        | 39861  | Cluj-Napoca           | Cluj           |
| 9.       | Conect Intercom                  | 203574 | Suceava               | Suceava        |
| 10.      | Data ZYX                         | 49052  | Drobeta-Turnu Severin | Mehedinți      |
| 11.      | Digital Construction Network     | 34916  | București             | Sector 3       |
| 12.      | Dynamic Connection               | 35512  | București             | Sector 3       |
| 13.      | Dynamic Distribution             | 39777  | București             | Sector 3       |
| 14.      | EFX Invest                       | 43443  | Iași                  | Iași           |
| 15.      | Energy Dot                       | 48948  | București             | Sector 1       |
| 16.      | Fidelnet                         | 51799  | Suceava               | Suceava        |
| 17.      | GMB Computers                    | 31017  | Constanța             | Constanța      |
| 18.      | Impuls Conect                    | 62107  | Cluj-Napoca           | Cluj           |
| 19.      | Internet Oltenia                 | 12842  | Craiova               | Dolj           |
| 20.      | Massive Telecom                  | 35267  | București             | Sector 6       |
| 21.      | Media Sud                        | 50604  | Alexandria            | Teleorman      |
| 22.      | Metropolitan Interlink           | 62388  | Popești Leordeni      | Ilfov          |
| 23.      | Millennium IT                    | 35584  | București             | Sector 6       |
| 24.      | Net Gate Comunicații             | 34450  | București             | Sector 6       |
| 25.      | Netfil                           | 50886  | Filiași               | Dolj           |
| 26.      | Phoenix Telecom & Media Services | 33823  | București             | Sector 2       |
| 27.      | Pronet Soluții IT                | 35505  | București             | Sector 4       |
| 28.      | Real Network and Tel             | 34723  | București             | Sector 5       |
| 29.      | Sanos Consulting International   | 39391  | București             | Sector 2       |
| 30.      | Sil Miro Com                     | 35797  | București             | Sector 4       |
| 31.      | Teen Telecom                     | 34304  | București             | Sector 4       |
| 32.      | Star Design B&C                  | 39464  | București             | Sector 5       |
| 33.      | Teleplus                         | 41953  | Vaslui                | Vaslui         |
| 34.      | Tennet Telecom                   | 39543  | București             | Sector 1       |
| 35.      | Top Telecom                      | 35261  | Buhuși                | Bacău          |
| 36.      | Viva Telecom                     | 57136  | București             | Sector 2       |

## Structură și organizare

### Adunarea Generală
Adunarea Generală a membrilor Asociației Interlan este formată din membrii cu drepturi depline reprezentați de câte o persoană fizică împuternicită în acest sens. Se întrunește o dată pe an în ședință ordinară și ori de câte ori este nevoie în ședință extraordinară. Adunarea Generală aprobă modificările la Statutul asociației, alege și revocă membrii Consiliului Director, aprobă bugetul anual de venituri și cheltuieli și bilanțul contabil, stabilește strategia și obiectivele generale ale Asociației, aprobă structura organizatorică a asociației, aprobă cererile de aderare ale membrilor noi și poate exclude membri din motive obiective.

### Consiliul Director
Consiliul Director este organismul de administrare al Asociației care pune în executare hotărârile Adunării Generale și este format din cinci membri aleși de Adunarea Generală având fiecare un mandat de doi ani. Consiliul Director asigură și urmărește aplicarea prevederilor din Statut, adoptă hotărâri în conformitate cu Statutul asociației, aprobă bugete curente.
Componența actuală a Consiliului Director este: Eric Andrei Băleanu (Președinte, Phoenix Telecom & Media Services), Adrian Râpă (Vicepreședinte, BMS IT Solutions), Ciprian Aruștei (Teleplus), Cristian Copcea (Sanos Consulting International), Alex Csordas (Cnetwork), Claudiu Foleanu (Tennet Telecom) și Andrei Macri (Tennet Telecom).

## Activitatea asociației

### Participări la consultări și întâlniri publice
| 2006 |
| --- |
| - 4 aprilie 2006 Întâlnire între reprezentanții Asociației Interlan și reprezentanții Autorității Naționale de Reglementare în Comunicații cu scopul de a se prezenta și de a pune bazele colaborării cu autoritatea, ANCOM, București |
| 2011 |
| - 30 august 2011 Participare la ședința organizată de Primăria Municipiului București cu privire la monitorizarea și dezafectarea cablurilor neutilizate din București, amplasate pe domeniul public, Primăria Municipiului București - 10 octombrie 2011 Participare la discuții CEATA legate de ACTA - Acordul Comercial de Comabatere a Contrafacerii, București |
| 2013 |
| - 30 aprilie 2013 Consultări la ANCOM privind contractul standard de acces pe proprietatea privată a furnizorilor de rețele publice de comunicații electronice, ANCOM, București |
| 2014 |
| - 6 mai 2014 Consultări la ANCOM privind arhitectura și caracteristicile aplicației de măsurare a calității serviciului de internet, ANCOM, București - 10 noiembrie 2014, Găzduirea întâlnirii Focus Group Meeting cu consultantul RIPE NCC Rob Allen și reprezentanți ai operatorilor din România în cadrul căreia s-au discutat aspecte privind problemele generate de transferul resurselor de numerotație IP între LIR-uri, Asociația Interlan, București - 26 noiembrie 2014, Participare la Consiliul Consultativ ANCOM privind stabilirea formatului și a modalității de transmitere a informațiilor privind dezvoltarea și localizarea geografică a rețelelor publice de comunicații electronice și a elementelor de infrastructură asociate acestora, ANCOM, București - 10 decembrie 2014, Participare la Consiliul Consultativ ANCOM privind aprobarea Planului de acțiune pentru anul 2015, ANCOM, București |
| 2015 |
| - 19 ianuarie 2015, Încheierea unui protocol de colaborare între Asociația Interlan și CERT-RO (Centrul Național de Răspuns la Incidente de Securitate Cibernetică) în scopul reglementării activităților de cooperare între Asociația Interlan și CERT-RO având ca obiective prevenirea, analiza, identificarea și reacția la incidente din cadrul infrastructurilor cibernetice care asigură funcționalități de utilitate publică sau servicii ale societății informaționale, București - 21 ianuarie 2015, Participare la ședința de proiect MCSI privind elaborarea Normelor Tehnice la Legea 154/2012, MCSI, București - 19 februarie 2015, Participare la Consiliul Consultativ ANCOM pentru consultarea Proiectului de decizie privind stabilirea măsurilor adresate utilizatorilor finali cu dizabilități și proiectul de decizie privind obligațiile de informare a utilizatorilor finali de telecomunicații, ANCOM, București - 26 februarie 2015, Participare la grupul de lucru din domeniul telecomunicațiilor organizat de ANPC privind problematica proiectului Netcity din București, ANPC, București - 16 aprilie 2015, Consultări la Consiliul Consultativ ANCOM pentru modificarea și completarea Deciziei nr. 629/2010 privind procedura de autorizare a furnizării serviciilor de programe audiovizuale, precum și strategia privind implementarea și dezvoltarea sistemelor de comunicații de bandă largă la nivel național în banda de frecvențe 3400-3800 Mhz pentru perioada 2015 - 2025, ANCOM, București - 4 noiembrie 2015, Consultări la Consiliul Consultativ ANCOM privind Proiectul de decizie privind identificarea pieței relevante din sectorul comunicațiilor electronice corespunzătoare serviciilor de acces la elementele de infrastructură precum și prezentarea proiectului Planului de acțiune al ANCOM pentru anul 2016, ANCOM, București - 4 decembrie 2015, Întâlnire cu reprezentantul Comisiei Europene privind revizuirea cadrului de reglementare a comunicațiilor electronice, dl. Anthony Whelan - Director pentru rețele de comunicații electronice și servicii de telecomunicații DG CONECT, Comisia Europeană, ANCOM, București                                                        |
| 2016 |
| - 4 august 2016, Consultări în Consiliul Consultativ ANCOM referitoare la Proiectul de document de poziție privind Strategia ANCOM pentru comunicațiile digitale 2020, ANCOM, București - 23 august 2016, Întâlnire a reprezentanților MCSI cu operatorii privați de telecomunicații și asociațiile de profil, pe tema modelului de intervenție pentru dezvoltarea Internetului NGN și a priorităților de investiții în domeniul broadband, MCSI, București - 10 noiembrie 2016, Dezbatere pe tema propunerii de reformă a drepturilor de autor și impactul asupra mediului digital, We Love Digital Hub, București - 16 noiembrie 2016, Consultări în Consiliul Consultativ ANCOM privind realizarea comunicațiilor către Sistemul național unic pentru apeluri de urgență și stabilirea procedurii de soluționare a litigiilor privind regimul infrastructurii fizice a rețelelor de comunicații electronice, ANCOM, București - 15 decembrie 2016, Consultări în Consiliul Consultativ ANCOM privind Proiectul Planului de acțiuni al ANCOM pentru anul 2017, ANCOM, București |
| 2017 |
| - 15 martie 2017, Dezbatere privind drepturile de autor pe piața unică digitală, Parlamentul României, Comisia pentru Tehnologia Informației și Comunicațiilor, București - 23 iunie 2017, Dezbaterea "Reforma Europeană de Copyright legată de Piața Digitală", ApTI, București - 29 iunie 2017, Întâlnire informală pe tema acțiunilor de conștientizare în domeniul securității cibernetice - Cybersecurity Breakfast, CERT-RO, București - 6 octombrie 2017, Dezbatere privind filtrarea automată a conținutului și implicațiile pentru utilizatori și mediul de business digital românesc, TechHub, București |
| 2018 |
| - 7 februarie 2018, Consultări în Consiliul Consultativ ANCOM privind Proiectul Planului de acțiuni al ANCOM pentru anul 2018, ANCOM, București - 6 martie 2018, Consultări în Consiliul Consultativ ANCOM privind desemnarea unor operatori de telefonie ca fiind furnizori cu putere semnificativă pe piața serviciilor de terminare a apelurilor la puncte mobile și stabilirea formatului și a modalității de transmitere de către furnizori a unor documente și informații privind exercitarea dreptului de acces pe proprietăți, ANCOM, București - 19 aprilie 2018, Consultări în Consiliul Consultativ ANCOM privind modificarea tarifelor de portare a numerelor, ANCOM, București - 18 iulie 2018, Consultări în Consiliul Consultativ ANCOM privind utilizarea viitoare a benzii de frecvențe 470 - 790 MHz, ANCOM, București - 11 septembrie 2018, Consultări în Consiliul Consultativ ANCOM privind proiectul de decizie pentru stabilirea și impunerea condițiilor tehnice și economice în care se realizează accesul la infrastructura fizică realizată de către societatea RCS-RDS în baza contractului de concesiune încheiat cu municipiul Oradea, ANCOM, București - 7 noiembrie 2018, Consultări în Consiliul Consultativ ANCOM privind proiectul de decizie pentru tarifele maxime care pot fi percepute pentru exercitarea dreptului de acces în imobilele proprietate publică și proiectul de măsuri de reglementare a cerințelor tehnice pentru interconectările IP în vederea furnizării serviciilor de terminare a apelurilor la puncte fixe și mobile în rețelele publice de telefonie, precum și reglementarea tarifelor asociate, ANCOM, București - 29 noiembrie 2018, Consultări în Consiliul Consultativ ANCOM privind utilizarea unor resurse de numerotație geografice și în afara ariei corespunzătoare și proiectul de decizie privind stabilirea tarifului de utilizare a spectrului, ANCOM, București - 20 decembrie 2018, Consultări în Consiliul Consultativ ANCOM privind stabilirea și impunerea condițiilor tehnice și economice în care se realizează accesul la infrastructura fizică realizată de Netcity Telecom în baza contractului de concesiune cu municipiul București, ANCOM, București |

### Participări la evenimente naționale
| 2006 |
| --- |
| - 17 octombrie 2006, Comunicații Europene în România, secțiunea Strategiile de afaceri și rolul reglementării pe piața comunicațiilor din România, JW Mariott Grand Hotel, București |
| 2007 |
| - 20 iunie 2007, Telecom Broadband, secțiunea Dezvoltarea comunicațiilor în bandă largă, Hotel Crowne Plaza, București - 20 noiembrie 2007, Regional Broadband Conference, Hotel Intercontinental, București (www.infoconferences.com) |
| 2009 |
| - 19 octombrie 2009, Global Forum 2009, Palatul Parlamentului, București |
| 2010 |
| - 13 aprilie 2010, Întâlnirea de afaceri româno-taiwaneză, Hotel Intercontinental, București |
| 2012 |
| - 5 iunie 2012, Neutralitatea rețelelor și sustenabilitatea internetului, Hotel Athenee Palace Hilton, București - 6 iunie 2012, Lansarea Mondială IPv6, Institutul Național de Cercetare și Dezvoltare în Informatică, București |
| 2013 |
| - 16 aprilie 2013, Piața serviciilor de acces la infrastructura telecom din România - studiu de caz: Netcity București, Hotel Athenee Palace Hilton, București - 16 octombrie 2013, Cyberthreats: Securitatea informatică între managementul riscurilor operaționale și nevoile de business", Institutul Bancar Român, București - 6 noiembrie 2013, Gala 21 "Topul Național al firmelor private din România", Ateneul Român, București - 6 noiembrie 2013, Infrastructura de Comunicații - la ordinea zilei în Europa, Hotel Radisson Blu, București |
| 2014 |
| - 27 martie 2014, Post MWC Barcelona, Hotel Radisson Blu, București - 10 aprilie 2014, Reducerea barierelor administrative si îmbunătățirea gradului de reglementare, Hotel Intercontinental, București - 27 mai 2014, Informația înseamnă putere: instrumente de informare pentru consumatorii de telecom, Hotel Marriott, București - 7 octombrie 2014, Broadband Conference: Let's Gigafy Romania!, Hotel Radisson Blu, București - 9 octombrie 2014, Cyber Risks in Financial Services, Palatul Parlamentului, București - 13 noiembrie 2014, Cyber Threats - Securitatea Informatică între extreme: managementul riscurilor operaționale și nevoie de business, Institutul Bancar Român, București - 28 noiembrie 2014, Workshop NXDATA: DataCenter Infrastructure Management, Hotel Ramada North, București |
| 2015 |
| - 13 martie 2015, Workshop despre nume și domenii de internet. Ce ne rezervă viitorul?, Impact Hub, București - 31 martie 2015, Cybersecurity - Ensure protection against the inherent vulnerabilities of cyberspace, Hotel Marshal Garden, București - 29 aprilie 2015, Soluții GIS pentru rețelele operatorilor de telecom, Phoenicia Grand Hotel, București - 16 iunie 2015, ENISA Workshop on Protection of Electronic Communications Infrastructure and Information Sharing, Hotel Intercontinental, București - 7-8 octombrie 2015, Internet & Mobile World 2015, Pavilionul Central Romexpo, București - 12 octombrie 2015, Agenda Digitală în România, București - 20 octombrie 2015, Fujitsu Day 2015, Teatrul de Operetă "Ion Dacian", București - 17 noiembrie 2015, 2020: Odiseea Telecom, Grand Cinema Băneasa, București - 8 decembrie 2015, Cooperare europeană în domeniul combaterii criminalității informatice, Hotel Intercontinental, București - 10 decembrie 2015, Gala Telecom & Innovation 2015, Hotel Radisson Blu, București |
| 2016 |
| - 2 martie 2016, Fiber Optic Day România 2016, București - 25 martie 2016, Seminarul tehnologic Soluții automatizate de prevenire a atacurilor informatice asupra rețelelor, București - 15 aprilie 2016, Seminarul tehnologic Tehnologii Check Point pentru prevenirea amenințărilor de tip Zero-Day și soluții de protejare a informațiilor pentru dispozitivele mobile, București - 19 aprilie 2016, Seminarul tehnologic Security tests, visibility in networks insurance for reducing the attack surface, Centrul de Inovare în domeniul Securității Cibernetice (CIC), București - 12 mai 2016, Fortinet Security Day, Hotel Intercontinental, București - 17 mai 2016, GDPR, directiva NIS și viitoarea lege a securității cibernetice: implicații practice, Grand Hotel Continental, București - 25 mai 2016, Google GEO Breakfast - Telecomunicații, Tehnologie și Inovații, Phoenicia Grand Hotel, București - 5 iulie 2016, Dezbatere privind neutralitatea internetului, We Love Digital Unirii, București - 26 septembrie 2016, Noua paradigmă a comunicațiilor radio, Hotel Radisson Blu, București - 3-4 octombrie 2016, Noile provocări globale de securitate cibernetică, Hotel Marriott, București - 10-11 noiembrie 2016, Convenția Națională de Comunicații Electronice din România - Ediția a 4-a, Hotel Marriott, București |
| 2017 |
| - 30 martie 2017, CIO Council National Conference: Digital Era. The urge of business transformation, 5th edition, Hotel Radisson Blu, București - 11-12 aprilie 2017, ICU 2017: A fresh and exciting carrier event in Eastern Europe this year, Hotel Marriott, București - 20 aprilie 2017, Infrastructurile în schimbare: de la interacțiuni la sinergii, Biblioteca Centrală Universitară Carol I, București - 8 iunie 2017, IDC Security Roadshow 2017: Information Security in the Multi-Platform Era, Hotel Radisson Blu, București - 14 iunie 2017, Veeam on Tour, Stejarii Country Club, București - 21 iunie 2017, Microsoft - Accelerate Your Business, Ramada Nord Hotel, București - 29 iunie 2017, CERT-RO: Cybersecurity Breakfast, București - 4 octombrie 2017, Reglementare 360⁰ – de la cuvânt la terabyte, în 15 ani, Hotel Sheraton, București - 10-11 octombrie 2017, Smart Cities of Romania – Smart Governance for Smart Citizens, Hotel Marriott, București - 30-31 octombrie 2017, The New Global Challenges in Cyber Security, Biblioteca Națională, București - 15 noiembrie 2017, Workshop ENISA privind Directiva NIS și implicațiile pentru CSIRT-urile naționale, București - 16 noiembrie 2017, Convenția ACER 2017, Hotel Marriott, București                                                                    |
| 2018 |
| - 14 februarie 2018, The eCSI Project: Roadmap to Enhanced Cooperation in Cyber Security, Impact Hub, București - 6 martie 2018, Romanian Fiber Optic Conference: Smart Connexions of Tommorow, Hotel Radisson Blu, București - 10 mai 2018, Data Center Forum 2018, Willbrook Platinum Center, București - 15 mai 2018, Ziua Comunicațiilor: România, o națiune conectată. Comunicațiile și transformarea digitală, Hotel Marriott, București - 29 iunie 2018, Workshop CERT-RO: Enhanced National Cyber Security Services and Capabilities for Interoperabilities – eCSI, Hotel Ramada, Mamaia - 3 octombrie 2018, Internet & Mobile World 2018, Romexpo, București - 16 octombrie 2018, Noile provocări globale în domeniul Securității Cibernetice, ediția a VIII-a, Biblioteca Națională, București - 29 octombrie 2018, MUM 2018, Hotel Radisson Blu, București - 30 octombrie 2018, Smart Cities of Romania, Hotel Crowne Plaza, București - 21 noiembrie 2018, 5G - Motorul celei de-a patra revoluții industriale, Hotel Marriott, București - 29 noiembrie 2018, Convenția Națională de Comunicații Electronice din România - Ediția a 6-a, Hotel Marriott, București |
| 2019 |
| - 6 martie 2019, Conferința Fiber Optic 2019, Hotel Radisson Blu, București - 3 aprilie 2019, Ziua comunicațiilor - 5G pentru România competitivă, Hotel Crowne Plaza, București - 7-8 mai 2019, SEEDIG 5, Hotel Intercontinental, București - 2-3 octombrie 2019, GoTech World, Romexpo, București - 22 octombrie 2019, Conferința anuală ANCOM: Harta utilizatorului conectat, Palatul Parlamentului, București |
| 2020 |
| - 4 martie 2020, Romanian Fiber Optic Conference 2020 – Underground fiber optic networks = future?, Hotel Radisson Blu, București |
| 2021 |
| - 29 septembrie 2021, Romanian Fiber Optic Conference 2021 – Metropolitan Fiber Optic Networks and The Fiber Optic Infrastructure, Hotel Ramada Plaza, București |
| 2022 |
| - 5 aprilie 2022, Ziua Comunicațiilor 2022 – Rolul telecomunicațiilor în deceniul digital al Europei. Calea europeană până în 2030, JW Marriott Bucharest Grand Hotel, București - 4 mai 2022, Romanian Fiber Optic Conference 2022 – Fiber Optic Infrastructure for Smart Cities and Smart Communities, Hotel Radisson Blu, București |
| 2023 |
| - 22 aprilie 2023, Ziua Comunicațiilor 2023 – Tehnologia 5G - Investiție în viitorul României, Universitatea Politehnica, București - 11 mai 2023, Romanian Fiber Optic Conference 2023 – Fiber Optic Market Challenges - People, Buildings and Sensors, Muzeul Tehnic Dimitrie Leonida, București - 17 mai 2023, Gala Campionilor: 30 de ani de Internet în România, Camera de Comerț și Industrie a României, București |

### Participări la evenimente internaționale
|      | Data                            | Eveniment                                                    | Locație                                           | Oraș                  | Țară                       |
| 2008 | 2008                            | 2008                                                         | 2008                                              | 2008                  | 2008                       |
| ---- | ------------------------------- | ------------------------------------------------------------ | ------------------------------------------------- | --------------------- | -------------------------- |
| 1.   | 21 aprilie 2008                 | Forumul 12 Euro-IX                                           | Clarion Hotel                                     | Stockholm             | Suedia                     |
| 2.   | 10 noiembrie 2008               | Forumul 13 Euro-IX                                           | Ramada Park Hotel                                 | Geneva                | Elveția                    |
| 2009 |                                 |                                                              |                                                   |                       |                            |
| 3.   | 27 aprilie 2009                 | Forumul 14 Euro-IX                                           | Corinthia Towers Hotel                            | Praga                 | Cehia                      |
| 4.   | 6 mai 2009                      | RIPE 58, secțiunea EIX Working Group                         | Grand Hotel Krasnapolsky                          | Amsterdam             | Olanda                     |
| 5.   | 8 octombrie 2009                | RIPE 59, secțiunea EIX Working Group                         | Corinthia Hotel                                   | Lisabona              | Portugalia                 |
| 6.   | 2-3 noiembrie 2009              | Forumul 15 Euro-IX                                           | Grand Hotel Palatino                              | Roma                  | Italia                     |
| 2010 |                                 |                                                              |                                                   |                       |                            |
| 7.   | 3 mai 2010                      | RIPE 60, secțiunea EIX Working Group                         | Prague Marriott Hotel                             | Praga                 | Cehia                      |
| 2011 |                                 |                                                              |                                                   |                       |                            |
| 8.   | 2 mai 2011                      | RIPE 62, secțiunea EIX Working Group                         | Grand Hotel Krasnapolsky                          | Amsterdam             | Olanda                     |
| 2012 |                                 |                                                              |                                                   |                       |                            |
| 9.   | 1-3 aprilie 2012                | Forumul 20 Euro-IX                                           | Apollo Museum Hotel                               | Amsterdam             | Olanda                     |
| 10.  | 16 aprilie 2012                 | RIPE 64, secțiunea "EIX Working Group"                       | Grand Hotel Union Executive                       | Liubliana             | Slovenia                   |
| 11.  | 11-13 noiembrie 2012            | Forumul 21 Euro-IX                                           | Hotel Marriott Courtyard                          | Stockholm             | Suedia                     |
| 2013 |                                 |                                                              |                                                   |                       |                            |
| 12.  | 14-16 aprilie 2013              | Forumul 22 Euro-IX                                           | Hotel Sofitel                                     | Hamburg               | Germania                   |
| 13.  | 17 octombrie 2013               | RIPE 67 secțiunea EIX Working Group                          | Athenaeum InterContinental Hotel                  | Atena                 | Grecia                     |
| 14.  | 27-29 octombrie 2013            | Forumul 23 Euro-IX                                           | Hotel Scandic Grand Marina                        | Helsinki              | Finlanda                   |
| 2014 |                                 |                                                              |                                                   |                       |                            |
| 15.  | 16-18 martie 2014               | Forumul 24 Euro-IX                                           | Hotel Hilton Double Tree                          | Leeds                 | Marea Britanie             |
| 16.  | 14-15 aprilie 2014              | RIPE SEE 3                                                   | Kempinski Hotel Zografski                         | Sofia                 | Bulgaria                   |
| 17.  | 6 noiembrie 2014                | RIPE 69                                                      | Novotel London West Hotel                         | Londra                | Marea Britanie             |
| 2015 |                                 |                                                              |                                                   |                       |                            |
| 18.  | 12-14 aprilie 2015              | Forumul 26 Euro-IX                                           | Hotel Pullman Marseille Palm Beach                | Marsilia              | Franța                     |
| 19.  | 21-22 aprilie 2015              | RIPE SEE 4                                                   | Metropol Palace Hotel                             | Belgrad               | Serbia                     |
| 20.  | 11-15 mai 2015                  | RIPE 70                                                      | Hotel Okura                                       | Amsterdam             | Olanda                     |
| 21.  | 25-27 octombrie 2015            | Forumul 27 Euro-IX                                           | Hotel Melia                                       | Berlin                | Germania                   |
| 2016 |                                 |                                                              |                                                   |                       |                            |
| 22.  | 14 ianuarie 2016                | New Year's Event 2016                                        | Het Sieraad                                       | Amsterdam             | Olanda                     |
| 23.  | 29 februarie - 1 martie 2016    | PLNOG 16                                                     | Hotel Marriott                                    | Varșovia              | Polonia                    |
| 24.  | 19-20 aprilie 2016              | RIPE SEE 5                                                   | Tirana International Hotel                        | Tirana                | Albania                    |
| 25.  | 24-26 aprilie 2016              | Forumul 28 Euro-IX                                           | Parc Alvisse Hotel                                | Luxembourg            | Luxemburg                  |
| 26.  | 23-27 mai 2016                  | RIPE 72                                                      | Tivoli Hotel & Congress Center                    | Copenhaga             | Danemarca                  |
| 27.  | 30 august-1 septembrie 2016     | AfPIF 7                                                      | Hotel Hyatt Regency                               | Dar es Salaam         | Tanzania                   |
| 28.  | 24-28 octombrie 2016            | RIPE 73                                                      | Hotel Melia Castilla                              | Madrid                | Spania                     |
| 29.  | 6-8 noiembrie 2016              | Forumul 29 Euro-IX                                           | Galaxy Hotel                                      | Cracovia              | Polonia                    |
| 2017 |                                 |                                                              |                                                   |                       |                            |
| 30.  | 12 ianuarie 2017                | New Year's Event 2017                                        | Tolhuistuin                                       | Amsterdam             | Olanda                     |
| 31.  | 6-7 martie 2017                 | PLNOG 18                                                     | Hotel Marriott                                    | Varșovia              | Polonia                    |
| 32.  | 22-23 martie 2017               | CEE Peering Days 2017                                        | Austria Trend Hotel                               | Liubliana             | Slovenia                   |
| 33.  | 9-11 aprilie 2017               | Forumul 30 Euro-IX                                           | Hotel Barcelona Catalonia Plaza                   | Barcelona             | Spania                     |
| 34.  | 8-12 mai 2017                   | RIPE 74                                                      | Hotel InterContinental                            | Budapesta             | Ungaria                    |
| 35.  | 23-24 mai 2017                  | ENOG 13                                                      | Hotel Park Inn Pulkovskaya                        | Sankt Petersburg      | Rusia                      |
| 36.  | 8-9 iunie 2017                  | CEE-CEE Summer 2017                                          | Hotel Crowne Plaza                                | Belgrad               | Serbia                     |
| 37.  | 12-13 iunie 2017                | RIPE SEE 6                                                   | Hotel Mediteran                                   | Budva                 | Muntenegru                 |
| 38.  | 22-24 august 2017               | AfPIF 8                                                      | Azalai Hotel Abidjan                              | Abidjan               | Coasta de Fildeș           |
| 39.  | 14-15 septembrie 2017           | Neutral Peering Days 2                                       | Grand Hotel Amrâth Kurhaus                        | Haga                  | Olanda                     |
| 40.  | 8 septembrie 2017               | NLNOG Day 2017                                               | Podium Mozaïek                                    | Amsterdam             | Olanda                     |
| 41.  | 15-17 octombrie 2017            | Forumul 31 Euro-IX                                           | Sheraton Bratislava Hotel                         | Bratislava            | Slovacia                   |
| 42.  | 22-26 octombrie 2017            | RIPE 75                                                      | Hotel Conrad                                      | Dubai                 | Emiratele Arabe Unite      |
| 2018 |                                 |                                                              |                                                   |                       |                            |
| 43.  | 24-28 februarie 2018            | APRICOT 2018                                                 | Yak & Yeti Hotel                                  | Kathmandu             | Nepal                      |
| 44.  | 6-7 martie 2018                 | CEE Peering Days                                             | Hotel NH NHow                                     | Berlin                | Germania                   |
| 45.  | 15-17 aprilie 2018              | Forumul 32 Euro-IX                                           | The Galmont Hotel & Spa                           | Galway                | Irlanda                    |
| 46.  | 14-18 mai 2018                  | RIPE 76                                                      | Palais du Pharo                                   | Marsilia              | Franța                     |
| 47.  | 2-3 iulie 2018                  | Capacity Europe East 2018                                    | Hilton Sofia                                      | Sofia                 | Bulgaria                   |
| 48.  | 15-19 octombrie 2018            | RIPE 77                                                      | Hotel Okura                                       | Amsterdam             | Olanda                     |
| 49.  | 4-6 noiembrie 2018              | Forumul 33 Euro-IX                                           | NH Laguna Palace Hotel                            | Veneția               | Italia                     |
| 2019 |                                 |                                                              |                                                   |                       |                            |
| 50.  | 12-13 martie 2019               | CEE Peering Days 2019                                        | The Westin Hotel                                  | Zagreb                | Croația                    |
| 51.  | 31 martie-2 aprilie 2019        | Forumul 34 Euro-IX                                           | Radisson Blu Blagnac Hotel                        | Toulouse              | Franța                     |
| 52.  | 9-12 aprilie 2019               | Global Peering Forum 14                                      | Le Centre Sheraton Montreal Hotel                 | Montréal              | Canada                     |
| 53.  | 16-17 aprilie 2019              | RIPE SEE 8                                                   | Swissôtel                                         | Sarajevo              | Bosnia și Herțegovina      |
| 54.  | 20-24 mai 2019                  | RIPE 78                                                      | Hotel Hilton Reykjavík Nordica                    | Reykjavík             | Islanda                    |
| 55.  | 12-13 septembrie 2019           | Neutral Interconnect Days 2019                               | Grand Hotel Amrâth Kurhaus                        | Haga                  | Olanda                     |
| 56.  | 16-18 septembrie 2019           | European Peering Forum 14                                    | Hilton Tallinn Park                               | Tallinn               | Estonia                    |
| 57.  | 24-25 septembrie 2019           | RIPE NCC Days Kyiv                                           | Khreschatyk City Center Hotel                     | Kiev                  | Ucraina                    |
| 58.  | 14-18 octombrie 2019            | RIPE 79                                                      | Postillion Convention Centre WTC Rotterdam        | Rotterdam             | Olanda                     |
| 59.  | 20-22 octombrie 2019            | Forumul 35 Euro-IX                                           | Inntel Hotels Zaandam                             | Zaandam               | Olanda                     |
| 2020 |                                 |                                                              |                                                   |                       |                            |
| 60.  | 10-12 februarie 2020            | NANOG 78                                                     | Hyatt Regency                                     | San Francisco         | Statele Unite ale Americii |
| 2021 |                                 |                                                              |                                                   |                       |                            |
| 61.  | 9-10 septembrie 2021            | CEE-CEE Summer 2021                                          | Hotel Crowne Plaza                                | Belgrad               | Serbia                     |
| 62.  | 16 septembrie 2021              | NL-ix Late Summer Drink 2021                                 | Beachclub Culpepper                               | Haga                  | Olanda                     |
| 2022 |                                 |                                                              |                                                   |                       |                            |
| 63.  | 11-12 aprilie 2022              | RIPE SEE 10                                                  | Hotel Grand Union                                 | Ljubljana             | Slovenia                   |
| 64.  | 26-28 aprilie 2022              | Peering Days 2022                                            | Hotel Divani Apollon Palace & Thalasso            | Atena                 | Grecia                     |
| 65.  | 9-13 mai 2022                   | International Telecoms Week & Global Peering Forum 2022      | Hotel Gaylord National Resort & Convention Center | National Harbor       | Statele Unite ale Americii |
| 66.  | 16-20 mai 2022                  | RIPE 84                                                      | Hotel InterContinental                            | Berlin                | Germania                   |
| 67.  | 12-15 iunie 2022                | Forumul 36 Euro-IX                                           | Original Sokos Hotel Ilves                        | Tampere               | Finlanda                   |
| 68.  | 12-14 septembrie 2022           | European Peering Forum 2022                                  | A.Roma Lifestyle Hotel                            | Roma                  | Italia                     |
| 69.  | 9-11 octombrie 2022             | Forumul 37 Euro-IX                                           | Sheraton Grand Hotel & Spa                        | Edinburgh             | Regatul Unit               |
| 70.  | 24-28 octombrie 2022            | RIPE 85                                                      | Hotel Metropol Palace                             | Belgrad               | Serbia                     |
| 71.  | 2-3 noiembrie 2022              | Peering Asia 4.0                                             | Bangkok Convention Centre                         | Bangkok               | Thailanda                  |
| 72.  | 23 noiembrie 2022               | 10th UAE-IX Peering Workshop & Cruise Interconnection Summit | One & Only Royal Mirage Dubai                     | Dubai                 | Emiratele Arabe Unite      |
| 73.  | 6-8 decembrie 2022              | MENOG 22 Meeting and Peering Forum                           | The Art Hotel & Resort                            | Manama                | Bahrain                    |
| 2023 |                                 |                                                              |                                                   |                       |                            |
| 74.  | 27 februarie-2 martie 2023      | APRICOT 2023                                                 | Sofitel Philippines Plaza Manila                  | Manila                | Filipine                   |
| 75.  | 22-24 martie 2023               | CEE-CEE / CEE-DCE 11                                         | Hotel Ambasador                                   | Opatija               | Croația                    |
| 76.  | 28-30 martie 2023               | Peering Days 2023                                            | Grand Hotel Millennium                            | Sofia                 | Bulgaria                   |
| 77.  | 2-5 aprilie 2023                | Global Peering Forum 2023                                    | Loews Coronado Bay Resort                         | San Diego             | Statele Unite ale Americii |
| 78.  | 4-5 aprilie 2023                | RIPE SEE 11                                                  | Radisson Blu Resort & Spa                         | Split                 | Croația                    |
| 79.  | 22-26 mai 2023                  | RIPE 86                                                      | Ahoy Rotterdam                                    | Rotterdam             | Țările de Jos              |
| 80.  | 27-28 iunie 2023                | RIPE NCC Days Sofia                                          | Marinela Hotel Sofia                              | Sofia                 | Bulgaria                   |
| 81.  | 11-13 septembrie 2023           | European Peering Forum 2023                                  | Prague Marriott Hotel                             | Praga                 | Cehia                      |
| 82.  | 16-20 octombrie 2023            | NANOG 89 & ARIN 52                                           | Loews Coronado Bay Resort                         | San Diego             | Statele Unite ale Americii |
| 83.  | 19-22 noiembrie 2023            | Forumul 39 Euro-IX                                           | Vienna House by Wyndham Diplomat Prague           | Praga                 | Cehia                      |
| 84.  | 20 noiembrie 2023               | Internet Measurement Day: Moldova                            | Student Hub ASEM                                  | Chișinău              | Republica Moldova          |
| 84.  | 27 noiembrie - 2 decembrie 2023 | RIPE 87                                                      | Sheraton Rome Parco de' Medici                    | Roma                  | Italia                     |
| 2024 |                                 |                                                              |                                                   |                       |                            |
| 85.  | 5-7 martie 2024                 | Peering Days 2024                                            | Ice Krakow Congress Centre                        | Cracovia              | Polonia                    |
| 86.  | 19-21 martie 2024               | FTTH Conference 2024                                         | RAI Amsterdam                                     | Amsterdam             | Țările de Jos              |
| 87.  | 14-17 aprilie 2024              | Global Peering Forum 2024                                    | San Juan Marriott Resort & Stellaris Casino       | San Juan, Puerto Rico | Statele Unite ale Americii |
| 88.  | 22-23 aprilie 2024              | RIPE SEE 12                                                  | Divani Caravel Hotel                              | Atena                 | Grecia                     |
| 89.  | 12-14 mai 2024                  | Forumul 40 Euro-IX                                           | Aquila Atlantis Hotel                             | Heraklion, Creta      | Grecia                     |
| 89.  | 14-16 mai 2024                  | ANGA COM                                                     | Messe Koeln                                       | Colonia               | Germania                   |
| 90.  | 20-24 mai 2024                  | RIPE 88                                                      | Metropolo Hotel by Golden Tulip                   | Cracovia              | Polonia                    |

### Evenimente găzduite
|     | Data                 | Eveniment                | Locație            | Oraș        | Organizator                                  |
| --- | -------------------- | ------------------------ | ------------------ | ----------- | -------------------------------------------- |
| 1.  | 26-28 octombrie 2014 | Forumul 25 Euro-IX       | Hotel Novotel      | București   | Euro-IX                                      |
| 2.  | 29 octombrie 2014    | RONOG 1                  | Hotel Novotel      | București   | InterLAN Internet Exchange                   |
| 3.  | 29 octombrie 2015    | RONOG 2                  | Hotel Novotel      | București   | InterLAN Internet Exchange                   |
| 4.  | 16-20 noiembrie 2015 | RIPE 71                  | Hotel Marriott     | București   | RIPE NCC                                     |
| 5.  | 12 octombrie 2016    | RONOG 3 & ION Conference | Hotel Novotel      | București   | InterLAN Internet Exchange, Internet Society |
| 6.  | 31 octombrie 2017    | RONOG 4                  | Hotel Radisson Blu | București   | InterLAN Internet Exchange                   |
| 7.  | 18-19 iunie 2018     | RIPE SEE 7               | Hotel Timișoara    | Timișoara   | RIPE NCC                                     |
| 8.  | 23 octombrie 2018    | RONOG 5                  | Hotel Marriott     | București   | InterLAN Internet Exchange                   |
| 9.  | 1 octombrie 2019     | RONOG 6                  | Hotel Marriott     | București   | InterLAN Internet Exchange                   |
| 10. | 29 septembrie 2022   | RONOG 7                  | Hotel Marriott     | București   | InterLAN Internet Exchange                   |
| 11. | 23-25 aprilie 2023   | Forumul 38 Euro-IX       | Grand Hotel Italia | Cluj-Napoca | Euro-IX                                      |

### Workshop-uri dedicate membrilor asociației
|    | Data              | Eveniment   | Locație          | Localitate                               |
| -- | ----------------- | ----------- | ---------------- | ---------------------------------------- |
| 1. | 25 noiembrie 2017 | Workshop #1 | Poiana Izvorului | Sâmbăta de Sus, Județul Brașov           |
| 2. | 5 mai 2018        | Workshop #2 | Hotel Iaki       | Mamaia, Județul Constanța                |
| 3. | 24 noiembrie 2018 | Workshop #3 | Hotel Bucegi     | Cheile Grădiștei Fundata, Județul Brașov |
| 4. | 16 noiembrie 2019 | Workshop #4 | Hotel Alpin      | Poiana Brașov, Județul Brașov            |
| 5. | 2 octombrie 2021  | Workshop #5 | Hotel Poseidon   | Jupiter, Județul Constanța               |
| 6. | 26 noiembrie 2022 | Workshop #6 | Hotel Peștera    | Moroeni, Județul Dâmbovița               |
| 7. | 14-16 iulie 2023  | Workshop #7 | Complex Caro     | București                                |

## Servicii
Asociația furnizează o serie de servicii, majoritatea acestora prin compania pe care o deține, Interlan Internet Exchange.

### Platforma de interconectareInterLAN Internet Exchange
InterLAN Internet Exchange este cel mai mare nod neutru de schimb de trafic de date și internet din România din punct de vedere al traficului tranzitat și al numărului de operatori conectați, deținut de Asociația Interlan. Principalele punctele de prezență sunt situate în centrele neutre de colocare NXDATA-1 și NXDATA-2 din București, alte puncte de prezență regionale fiind situate în orașele Constanța, Timișoara, Craiova Arad și Cluj-Napoca. InterLAN mai are și un punct de prezență în centrul de date Equinix FR5 din Frankfurt, Germania.
Membrii asociației se pot conecta gratuit la platforma InterLAN Internet Exchange. Operatorii care nu au sau nu pot avea calitatea de membru se pot conecta ca parteneri prin încheierea unui contract comercial. Prin rețeaua operată de Interlan între punctele de interconectare se pot contracta servicii de transport VLAN. Cel mai nou produs este platforma TVX (TV Exchange) prin intermediul căreia televiziunile pot trimite fluxuri video direct către distribuitorii de servicii de televiziune prin cablu.
În prezent InterLAN Internet Exchange are un volum de trafic zilnic cu vârfuri de până la 200 Gbps, având peste 90 de operatori conectați: furnizori de servicii internet, furnizori de rețele și transport de date, furnizori de servicii de conținut, furnizori de servicii de găzduire domenii de internet, furnizori de servicii de rețele și date mobile, operatori de servere de nume de domenii internet, rețele educaționale, platforme sociale, organisme financiar-bancare, organizații mass-media, organisme guvernamentale etc.

#### Public Peering
Serviciul Public Peering permite operatorilor de rețele conectați în platforma InterLAN Internet Exchange să schimbe trafic de date în mod liber. Tehnologia utilizată pentru acest schimb de trafic este Ethernet iar protocolul de comunicare este Internet Protocol versiunile 4 (IPv4) și 6 (IPv6). Pentru facilitarea schimbului de trafic între operatori, în platformă sunt disponibile două route-servere care permit interconectarea directă cu majoritatea celorlalte entități conectate.

#### Backup Port
Porturile de siguranță au rolul de a asigura redundanța conexiunilor, eliminând astfel riscul apariției unor întreruperi. Acestea se alocă în același echipament cu cel în care este conectat portul principal activ, sau într-un alt echipament dintr-un centru de date diferit.

#### Private VLAN
Private VLAN este un serviciu prin care doi sau mai mulți furnizori conectați pot funcționa într-o rețea virtuală indiferent de locația lor de conectare, similar unei rețele locale fizice. Utilizarea acestui tip de serviciu permite furnizarea sau primirea de servicii în relația cu alți furnizori de servicii conectați în platformă.

#### Virtual Patch
Serviciul Virtual Patch permite utilizarea unui VLAN privat între portul principal de peering și unul sau mai multe porturi suplimentare, permițând furnizorilor conectați în platformă să își extindă aria de furnizare a serviciilor lor.

### Administrare resurse de numerotație internet
Asociația Interlan este LIR (Local Internet Registry) pentru România, membru cu drepturi depline al RIPE NCC și furnizează la cerere următoarele servicii pentru resurse de numerotație:
- Administrare spații de adrese IPv4
- Administrare spații de adrese IPv6
- Alocare spații de adrese IPv6
- Administrare numere de  sistem autonom (AS number)
- Alocare numere de sistem autonom (AS number)

### Închiriere fibră optică în rețeaua Netcity
Interlan oferă servicii de închiriere segmente de fibră optică subterană în rețeaua Netcity din București, operând o rețea cu o lungime de aproximativ 30 km.

### Servicii destinate exclusiv membrilor
- Întreținerea de canale de comunicare pe e-mail pentru grupurile de lucru din cadrul Asociației
- Trimiterea de informări despre apariții și modificări legislative
- Întreținerea și administrarea portalului "cautnet.ro"[288]

## Ecouri în presă
- Hotnews: Rețelele de cartier, singura cale de acces ieftin la internet, 21 iunie 2004
- Hotnews: Aventuri în netul sălbatic, 21 februarie 2005
- Wall Street: Rețelele de bloc au prins peste 150.000 de abonați, 13 octombrie 2005
- Evenimentul Zilei: Milionari din internet, 1 septembrie 2006
- Wall Street: Vânzările de fibră optică vor crește cu 25% în 2006, 16 septembrie 2006
- Business Magazin: Infrastructura Netcity sau cum să muți rețelele de telecomunicații în subteran, 17 octombrie 2006
- Bank News: Furnizorii de Internet sunt nemulțumiți de Netcity, 18 octombrie 2006
- Ziarul Financiar: Rețelele de cartier sunt înghițite, 25 octombrie 2006
- Bank News: Operatorii de cablu vor rețele paralele cu Netcity, 5 noiembrie 2006
- Evenimentul Zilei: Ultima cafea cu internet, 4 ianuarie 2007
- Wall Street: Rețelele de cartier au acces aproape gratis la centrul NXData, 29 ianuarie 2007
- Business 24: Asociația rețelelor de cartier luptă împotriva pirateriei pe Internet, 14 martie 2007
- Wall Street: Asociația rețelelor de cartier va primi 10 noi membri, 21 martie 2007
- Jurnalul.ro: Dezbatere - Traduceri și trăsnăi, 7 martie 2008
- Business 24: Rețelele de cartier, un vânat prețios, 8 august 2008
- Hotnews: Protest față de blocarea site-urilor pornografice, arbitrul telecom dă vina pe lege și cheamă la discuții, 18 decembrie 2008
- Ozi.ro: Netcity, Interlan și rețele de cartier, 26 ianuarie 2009
- Evenimentul Zilei: Site-urile care distribuie materiale pornografice ar putea fi parolate, 18 mai 2011
- Epoch Times: Comisia pentru drepturile omului a avizat legea privind combaterea pornografiei cu amendamente propuse de ONG-uri, 19 mai 2011
- Hotnews: Furnizorii de internet reclamă taxe abuzive și preferențiale în proiectul Netcity, 28 februarie 2013
- Mediafax: Netcity a devenit monopol și a majorat abuziv tarifele, 28 februarie 2013
- Hotnews: Consiliul Concurenței a demarat o analiză de piață în cazul Netcity, 26 martie 2013
- Stirile ProTV: Cât va plăti în plus luna viitoare o familie cu 3 persoane la utilități, 8 ianuarie 2014
- Agerpres: Asociația Interlan solicită autorităților române aplicarea prevederilor legale în implementarea proiectului Netcity Telecom Arhivat în 21 iunie 2014, la Wayback Machine., 18 iunie 2014
- Hotnews: Furnizorii de internet au sesizat DNA pentru posibile fapte de corupție săvârșite de primarul general Sorin Oprescu și directorii responsabili în proiectul Netcity, 19 iunie 2014
- Comunicații Mobile: Netcity Telecom nu aplică măsura coercitivă impusă de ANCOM, 20 iunie 2016
- Hotnews: Tribunalul București judecă marți cererea de suspendare a executării actului prin care s-a aprobat contractul de concesiune pentru rețeaua de fibră optică NetCity, 24 iunie 2014
- Hotnews: DNA efectuează acte de urmărire penală în baza plângerii furnizorilor de internet cu privire la neregulile din proiectul Netcity, 2 iulie 2014
- Comunicații Mobile: Punctul de vedere al Asociației Interlan față de proiectul Netcity, 9 iulie 2014
- Hotnews: Cât a încasat Primăria București din concesionarea rețelei Netcity, 11 septembrie 2014
- Agerpres: RONOG 2014, prima conferință internațională a operatorilor de internet și telecomunicații din România Arhivat în 26 februarie 2017, la Wayback Machine., 22 octombrie 2014
- Capital: Micii furnizori de Internet: Autoritățile sunt pasive la cererile noastre, 29 octombrie 2014
- Agerpres: Soluții inovative în premieră la RONOG 2014 Arhivat în 12 martie 2017, la Wayback Machine., 30 octombrie 2014
- Economica.net: Clienții Orange România au acces mai rapid la internetul metropolitan, operatorul a intrat în InterLAN, 29 decembrie 2014
- Agerpres: Asociația Interlan va găzdui în perioada 16-20 noiembrie 2015 evenimentul RIPE 71 la București Arhivat în 25 septembrie 2015, la Wayback Machine., 3 septembrie 2015
- Capital: România este pe locul 3 în lume în ce privește raportul performanță/preț în comunicații, 29 octombrie 2015
- Evenimentul Zilei: Pambuccian: "Încercați să vă conectați la internet în alte țări, să vedeți ce greu este", 30 octombrie 2015
- Agerpres: România, pe locul 3 în lume în privința raportului performanță-preț în comunicații Arhivat în 12 martie 2017, la Wayback Machine., 2 noiembrie 2015
- Evenimentul Zilei: Trebuie să pregătim copiii pentru domenii și feluri noi de a gândi, 14 octombrie 2016
- 9 AM: în România, majoritatea operatorilor oferă viteze de acces în internet de până la 1 Gbps, 24 octombrie 2016
- Agerpres: Asociația Interlan participă în perioada 9-11 aprilie la lucrările celui de-al 30-lea Forum al organizației europene Euro-IX din Barcelona, Spania Arhivat în 16 aprilie 2017, la Wayback Machine., 7 aprilie 2017
- Agerpres: RONOG 4 reunește cei mai importanți reprezentanți ai operatorilor de internet Arhivat în 26 ianuarie 2018, la Wayback Machine., 28 septembrie 2017
- Agerpres: Asociația Interlan solicită ANCOM emiterea deciziei referitoare la implementarea Avizului proiectului Netcity Arhivat în 18 martie 2018, la Wayback Machine., 9 octombrie 2017
- Hotnews: Rețeaua de fibră optică NetCity din București: Furnizorii de internet cer arbitrului telecom să stabilească responsabili și sancțiuni pentru un acces nediscriminatoriu la rețea, 16 octombrie 2017
- Digi24: Rețeaua NetCity. De ce încă avem cabluri pe stâlpi, 16 octombrie 2017
- Mediafax: InterLAN Internet Exchange atinge noi valori maxime de trafic și deschide platforma TV Exchange, 21 martie 2018
- Hotnews: Netcity Telecom investește peste 30 milioane de euro pentru extinderea rețelei subterane pentru fibră optică a Municipiului București, 23 aprilie 2018
- Mediafax: România a găzduit recent la Timișoara cea de-a șaptea reuniune regională a operatorilor de rețele din sud-estul Europei , 29 iunie 2018
- Hotnews: Undă verde de la Primăria București pentru o nouă etapă de dezvoltare a rețelei subterane de fibră optică NetCity / Arbitrul telecom vrea să impună, în următoarele două luni, reducerea tarifelor de acces, 30 iulie 2018
- Economica.net - Asociația furnizorilor de internet: Rețeaua Netcity distorsionează piața comunicațiilor din Capitală și falimentează operatorii de cartier, 12 septembrie 2018
- Hotnews.ro - Furnizorii de internet acuză că dispar tot mai multe rețele de cartier în București din cauza tarifelor abuzive de acces la rețeaua Netcity și a lipse de intervenție a ANCOM, 12 septembrie 2018
- Agerpres.ro - Nereglementarea proiectului NetCity va duce la dispariția operatorilor medii de pe piață Arhivat în 18 aprilie 2023, la Wayback Machine., 12 septembrie 2018
- Hotnews.ro - O decizie așteptată de 2 ani: Arbitrul telecom propune tarifele maxime de acces la rețeaua Netcity, tarife mai mici decât cele actuale și care vor fi obligatorii, 1 octombrie 2018
- Hotnews.ro - Situații de râsu'-plânsu' semnalate de cabliști la accesul în rețeaua Netcity după reabilitarea blocurilor: Nu se mai pot face intervenții, totul este în beton!, 22 octombrie 2018
- Hotnews.ro - Varujan Pambuccian, despre cum ar putea investi cabliștii în agricultură și despre impactul Inteligenței Artificiale: Contabilul, programatorul, meserii întregi vor dispărea, probabil, în 10 ani, 24 octombrie 2018
- Mediafax.ro - Asociația Interlan dăruiește speranță!, 15 octombrie 2019
- Hotnews.ro - Consiliul Concurenței a sancționat Netcity Telecom cu peste 2 milioane de lei pentru abuz de poziție dominantă, 2 februarie 2020
- Agerpres.ro - Consiliul Concurenței amendează Netcity Telecom SRL cu 460.000 euro pentru abuz de poziție dominantă Arhivat în 18 aprilie 2023, la Wayback Machine., 2 februarie 2020
- Mediafax.ro - https://www.mediafax.ro/economic/administratorul-retelei-subterane-netcity-din-bucuresti-a-primit-o-amenda-uriasa-pentru-abuz-de-pozitie-dominanta-18779556, 2 februarie 2020
- Hotnews.ro - Eric Băleanu, președintele Asociației Interlan: Amenda propusă inițial pentru Netcity Telecom a fost de 3,97 milioane de lei. Avem de recuperat un prejudiciu de 650.000 de euro, 5 februarie 2020
- Hotnews.ro - Cum se vede creșterea traficului de internet într-o platformă în care sunt conectați peste 100 de operatori de rețele din România: Creșteri de 50% pentru Facebook, Netflix și Google, 3 aprilie 2020
- Hotnews.ro - Furnizorii de internet îi cer lui Iohannis să nu promulge proiectul de lege care ar amâna plata facturilor pentru 3 luni: Există riscul închiderii unor operatori și conține prevederi de concurență neloială, 8 aprilie 2020
- Hotnews.ro - Furnizorii mici de internet și cablu TV din țară: Nu vom întrerupe serviciile pentru neplata facturilor, în măsura în care putem să ne plătim angajații și furnizorii, 13 aprilie 2020
- Libertatea - De 13 ani Primăria, Netcity și operatorii de telecomunicații promit că mută cablurile în subteran, dar ele tot atârnă în București, 17 aprilie 2021
- Libertatea - „Nu acceptați calul troian” 15 organizații civice le cer senatorilor să nu voteze lărgirea interceptărilor prin Codul Comunicațiilor, 10 februarie 2022
- Mediafax.ro - Asociația Interlan semnalează faptul că prevederile din Codul Comunicațiilor sunt de natură a afecta activitatea furnizorilor de servicii de comunicații electronice și solicită senatorilor să modifice proiectul de lege, 14 februarie 2022
- Hotnews.ro - Cât de mare e rețeaua subterană de fibră optică Netcity din București: Împrumut de 55 milioane de euro pentru extindere, 29 aprilie 2022
- Mediafax.ro - Au început înscrierile pentru cea de-a șaptea ediție a conferinței RONOG „Beyond the Internet!”, 6 septembrie 2022
- Agerpres.ro - PREVIZIUNILE SĂPTĂMÂNII 26 SEPTEMBRIE - 2 OCTOMBRIE ECONOMIC Arhivat în 18 aprilie 2023, la Wayback Machine., 25 septembrie 2022
- Mediafax.ro - InterLAN Internet Exchange anunță lansarea parteneriatului cu Deutscher Commercial Internet Exchange (DE-CIX), 27 septembrie 2022
- Agerpres.ro - Conferința RONOG 7: Cei mai buni specialiști din domeniul telecomunicațiilor se vor reuni joi, la București Arhivat în 18 aprilie 2023, la Wayback Machine., 29 septembrie 2022
- Mediafax.ro - Cea de-a șaptea ediție a evenimentului RONOG 7 a ajuns la final, 30 septembrie 2022